# フリア (ギニア)
フリア(Fria)はギニア西部のボケ州のフリア県の県都。
2014年の人口は61,691人。

## 概要
町の経済としてはボーキサイト鉱山があり、ACG Fria社が操業している。
アフリカにおけるアルミニウム産業としては古いほうに属し、1960年代から本格開発が開始された。
年280万tのボーキサイトを算出し、年60万トンのアルミナを生産している。このボーキサイトやアルミナは鉄道でコナクリ港へと輸送され、国外へと輸出される。
2006年にはルサールの資本協力により、精錬能力を向上させる計画が調印されている。